# Ottavio Toselli
Pour les articles homonymes, voir Toselli (homonymie).
Ottavio Toselli, né en 1695 et mort en 1777, est un sculpteur néoclassique italien du XVIIIe siècle actif principalement à Bologne.

## Biographie
Né en 1695, Ottavio Toselli était le frère de Nicola Toselli (aussi appelé Nicolo) avec qui il a exécuté plusieurs œuvres. Il effectuait notamment des statues pour les églises à Bologne. Il était le fils de Bartolomeo Toselli et travaillait sur le marbre, le bois et aussi le métal. Ses premières sculptures (qu'il a effectuées avec son frère) étaient des sculptures anatomiques en cire et en plastique qu'il avait effectué pour Ercole Lelli et Giovanni Manzolini. Il est mort très âgé dans un hospice où il avait effectué des bas-reliefs.

## Œuvres
Liste non-exhaustive de ses œuvres: 
- Storia della Gruara, terre cuite, 59 × 91,7 cm, 1733, avec Nicola Toselli, Galerie Arthur M. Sackler[3];
- San Domenico, terre cuite, 54 × cm, 17XX, Collection privée[4].